# Rumeanțev, Cahul
Rumeanțev este un sat din cadrul comunei Doina din raionul Cahul, Republica Moldova.
Structură etnică
     moldoveni (37,2%)
     ucraineni (53,39%)
     ruși (1,97%)
     găgăuzi (1,31%)
     bulgari (5,03%)
     români (0%)
     evrei (0%)
     polonezi (0%)
     țigani (0,22%)
     alte etnii / nedeclarată (0,88%)
Conform datelor recensământului din 2004, populația localității este de 457 locuitori, dintre care 210 (45,95%) bărbați și 247 (54,05%) femei. Structura etnică a populației în cadrul localității arată astfel:
- moldoveni — 170;
- ucraineni — 244;
- ruși — 9;
- găgăuzi — 6;
- bulgari — 23;
- țigani — 1;
- altele / nedeclarată — 4.